# Риамиловир
Метилтионитрооксодигидротриазолотриазинид натрия, Риамиловир (торговое название — Триазавирин) — российский противовирусный препарат семейства азолоазинов. 
Эффективность препарата не доказана по международным стандартам, он зарегистрирован только в России.

## Описание
Риамиловир представляет собой синтетический аналог оснований пуриновых нуклеозидов (гуанина). Относится к азолоазинам — гетероциклическим соединениям, структурно напоминающим азотистые основания, из которых состоят ДНК и РНК.
Название «риамиловир» стало применяться для Триазавирина в 2014 году.

## История
В Уральском политехническом институте в 1993 году начали исследовать азолоазины.
Препарат разработан в советское время химиками: учеными Уральского федерального университета, Института органического синтеза им. И. Я. Постовского УрО РАН и Научно-исследовательского института гриппа Минздрава России. Автор препарата — О. Н. Чупахин, соавторы — В. Н. Чарушин, О. И. Киселёв и В. Л. Русинов.
Препарат был выпущен на российский рынок в 2014 году резидентом Сколково ООО «Уральский центр биофармацевтических технологий». В разработку Триазавирина в 2005 году были вложены 140 млн рублей из бюджета РФ, в 2012 году — ещё 149 млн руб.
С 2014 года фармацевтическая субстанция «метилтионитрооксодигидротриазолотриазинид натрия» и лекарственное средство «Триазавирин» выпускаются на уральском фармацевтическом предприятии «Медсинтез».
На 2014 год препарат зарегистрирован только в России. В 2014 году производитель обещал пройти процедуру регистрации в Евросоюзе.
В 2018 году фармацевтическая субстанция перерегистрирована в РФ под названием «риамиловир».
В 2025 году ВОЗ присвоил риамиловиру код АТХ - J05AX32

## Физические свойства
Порошок или гранулы жёлтого или жёлто-зелёного цвета.

## Фармакологическое действие
Механизм действия Триазавирина неизвестен. До конца 2011 разработчик планировал выяснить его механизм действия.
Производитель утверждает, что препарат ингибирует синтез вирусной РНК и репликацию геномных фрагментов.

### Фармакокинетика
Согласно инструкции к препарату, он всасывается в ЖКТ, максимальная концентрация достигается в среднем через 1—1,5 ч, до 45 % выводится почками в неизменном виде.

## Эффективность
In vitro препарат не показал эффективности. По словам автора разработки препарата, в испытаниях на животных он «показал великолепный результат».
Качественных исследований, удовлетворяющих стандартам доказательной медицины, для Триазавирина не существует. Существующие исследования in vitro не имеют доказательной силы в клинической практике.

### Клинические исследования
В 2020 году проведено когортное исследование риамиловира в России, результаты неопределённые, исследователи посчитали их обнадёживающими.
В том же 2020 году китайские исследователи не обнаружили клинически значимого преимущества лечения COVID-19 Триазавирином.